# Governor Generoso
Governor Generoso è una municipalità di terza classe delle Filippine, situata nella Provincia di Davao Oriental, nella Regione del Davao.
Governor Generoso è formata da 20 baranggay:
- Anitap
- Crispin Dela Cruz
- Don Aurelio Chicote
- Lavigan
- Luzon
- Magdug
- Manuel Roxas
- Monserrat
- Nangan
- Oregon
- Poblacion
- Pundaguitan
- Sergio Osmeña
- Surop
- Tagabebe
- Tamban
- Tandang Sora
- Tibanban
- Tiblawan
- Upper Tibanban